# Francesco Algarotti

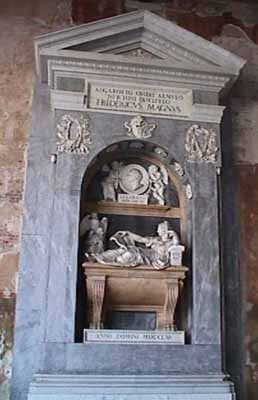
Tumba de Algarotti en el cementerio de Pisa.

El conde Francesco Algarotti (Venecia, 11 de diciembre de 1712-Pisa, 3 de mayo de 1764) fue un erudito, escritor, ensayista y coleccionista de arte italiano.

## Biografía
Algarotti nació en Venecia en una familia de comerciantes. Después de un primer periodo de estudio en Roma, donde conoció las ideas de Carlo Lodoli, estudió en Bolonia y en Florencia.
En 1735, con 23 años, inició un viaje por Europa que le llevaría, entre otros lugares a París, lugar donde conoció a diversas personalidades de la época. Después de Francia, Algarotti marchó a Inglaterra y se quedó algún tiempo en Londres, donde fue aceptado en la Royal Society. Volvió a Italia para después hacer otro viaje, esta vez por Prusia y por Rusia, especialmente en San Petersburgo. Estuvo viajando hasta 1753, año en que vuelve definitivamente a Italia. 
El resto de su vida la pasó en Venecia y Bolonia, y murió en Pisa con cincuenta y un años. A su muerte, Federico II le erigió un imponente monumento en el cementerio de Pisa.

## Obras

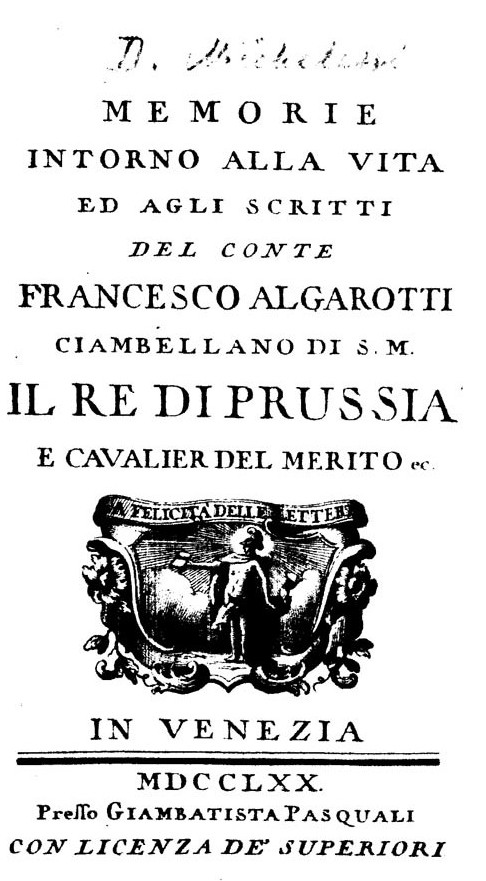
Domenico Michelessi, Memorie intorno alla vita e agli scritti del conte Francesco Algarotti, 1770

Los escritos de Algarotti son muy variados ya que tratan de muy diversos temas, desde la ciencia, la arquitectura hasta la música y la pintura. Sus principales obras son:
- Newtonianismo per le dame, libro de divulgación de la ciencia, muy apreciado por Voltaire e incluido en el Índice de Libros Prohibidos de la Iglesia Católica.
- Progetto per ridurre a comprimento el regio museo de Dresda (1742), una de las primeros ensayos que se ocupan de la organización científica e histórica de un museo.
- Lettere sopra l'archittetura, publicado entre 1742 y 1763
- Saggio sopra l'archittetura (1753)
- Sopra il commercio
- Sopra l'opera in musica
- Sopra la pittura
- Viaggi di Russia

## Arquitectura
En sus ensayos sobre Arquitectura, Algarotti recoge las ideas de Carlo Lodoli, quien no escribió nada, pero que ha tenido una gran importancia en el desarrollo de la arquitectura desde el neoclasicismo hasta la arquitectura moderna. 
Algarotti no es tan radical como Lodoli y en ocasiones hasta lo contradice. En Saggio sopra l'archittetura, Lodoli niega el ornamento, y defiende que la función es lo único que hay que representar. Por el contrario, Algarotti defiende que el ornamento es aquello que proporciona belleza a la estructura. Tampoco negaba la autoridad de Vitrubio como lo hacía Lodoli ni pretende la ruptura con el academicismo.
Trató sin embargo, de encontrar una situación de compromiso, donde defendía una regeneración de la arquitectura así como salvar lo mejor de la tradición académica.